# Hat Yai-Sungai Goloklijn
De Hat Yai-Sungai Goloklijn is een spoorlijn in het zuiden van Thailand die onderdeel uitmaakt van het netwerk van de Thaise Staatsspoorwegen. De lijn is een aftakking van de Zuidelijke lijn en loopt van de stad Hat Yai in de provincie Songkhla naar de plaats Sungai Golok in de provincie Narathiwat. 

## Technische gegevens
De lijn is 219 kilometer lang en er wordt gebruikgemaakt van spoor met een wijdte van 1000 mm (meterspoor). Dit en het gebruik van een type rails van mindere kwaliteit leiden ertoe dat de maximumsnelheid van de treinen tussen de 60 en 80 kilometer per uur ligt. Een rit per trein over deze lijn duurt tegenwoordig nog steeds ongeveer even lang als toen de spoorlijn in 1922 geopend werd.

## Route
De Hat Yai-Sungai Goloklijn loopt door de provincies (belangrijke plaatsen waar de lijn in de vernoemde provincies langskomt staan vermeld):
- Songkhla
  - Hat Yai (beginpunt)
  - Na Mom
  - Chana
  - Thepha
- Pattani
  - Khok Pho
- Yala
  - Yala
  - Raman
- Narathiwat
  - Rueso
  - Sungai Golok (eindpunt)

## Geschiedenis
De Hat Yai-Sungai Goloklijn werd aangelegd sinds 1912 en werd officieel geopend op 17 september 1922. Vanaf Sungai Golok ging het spoor vroeger verder over een op 1 november 1921 (voor de officiële opening) voltooide brug over de rivier de Golok om bij Rantau Panjang aan te sluiten op het net van de Maleisische spoorwegen. Deze verbinding is echter in 1978 stopgezet. Hierdoor is de Hat Yai-Padang Besarlijn nu de enige lijn waarover een connectie met Maleisië is.

### Ongeluk
Op 11 september 2005 om 15:25 lokale tijd vond er een ongeluk plaats in de gemeente Yupo in de provincie Yala. De Yala-Bangkok express trein nr 902 botste daar op een pick-up van de Thammawitthaya Moonnithi school. Hierbij lieten de chauffeur en 9 studenten het leven en raakten 7 anderen gewond.
Het ongeluk werd toegeschrijven aan het feit dat de overweg onbeveiligd was en dat de chauffeur dacht vlak voor de trein te kunnen passeren.